# Rugby Borough Women Football Club
Il Rugby Borough Women Football Club, meglio noto come Rugby Borough Women, è società calcistica femminile inglese con sede a Rugby. Milita nella Northern Division della FA Women's National League, il terzo livello del campionato inglese.
La società venne fondata nel 1991 come Coventry City Ladies, grazie all'affiliazione col Coventry City FC. Nel luglio 2015 la società si è fusa col Coventry United FC, costituendo il Coventry United Ladies Football Club. Nel 2022 c'è stato il cambio di denominazione in Coventry United Women Football Club. Nel 2023, a seguito della retrocessione dalla Women's Championship, il club si è trasferito da Coventry a Rugby, affiliandosi al Rugby Borough FC e prendendone la denominazione. Tra il 2019 e il 2023 ha giocato in Women's Championship, la seconda serie del campionato inglese.

## Storia
Fondato nel 1991, il club ottenne l'affiliazione al Coventry City FC, ed esordì nella West Midlands Regional League. Nel 1997 il Coventry City Ladies venne promosso in FA Women's Premier League Northern Division, dove rimase fino alla retrocessione nel 2002. Prima dell'inizio della stagione 2002-03, il club rafforzò il rapporto col Coventry City FC, rinnovando e ampliando nel contempo il centro giovanile di eccellenza. Nel 2004 il club venne promosso di nuovo in FA Women's Premier League Northern Division, rimanendovi tuttavia solo una stagione, per poi retrocedere nuovamente. Dopo tre secondi posti consecutivi, nel 2010 la squadra vinse la Midland Combination segnando 66 reti in 22 partite di campionato. L'anno seguente giunse la promozione in National Division.
Il club ha giocato al Coventry University Sports and Conference Centre, Westwood Heath e al Coventry Sphinx FC, prima di trasferirsi all'Oval, Bedworth. Nell'agosto 2014 il club annunciò il trasferimento alla Ricoh Arena di Coventry per la stagione 2014-15. A metà stagione, però, la squadra fu costretta a lasciare la Ricoh Arena dopo che il Wasps RFC vi si trasferì, ritrovandosi a giocare ancora nuovamente al Bedworth Oval.
Nel luglio 2015 la società lasciò l'affiliazione al Coventry City dopo 24 anni, stipulando un accordo di collaborazione con il Coventry United FC, ed assumendo la denominazione di Coventry United Ladies Football Club. Il nuovo stadio per le partite casalinghe divenne, quindi, il Butts Park Arena, sede anche del Coventry Rugby Football Club. Nel 2019 la squadra concluse al primo posto la Southern Division della FA Women's National League, ottenendo la promozione in FA Women's Championship, il secondo livello nazionale. La squadra mantenne la categoria per tre stagioni consecutive, seppur con posizionamenti finali nelle ultime posizioni in classifica.
Nel 2021 Steve Quinlan, Paul Marsh e Darren Langdon hanno acquistato una quota del 49% nel club. Successivamente, venne annunciato che la società sarebbe diventata professionistica nella stagione 2021-22. Il 23 dicembre 2021 venne, invece, annunciato che la società entrava volontariamente in liquidazione. La liquidazione venne evitata, grazie all'intervento di Lewis Taylor, amministratore delegato dell'Angel Group, che rilevò la proprietà della società. La squadra venne, comunque, penalizzata di 10 punti in classifica dalla FA per essere entrata in liquidazione. Nonostante la penalità ricevuta, il Coventry United riuscì a salvare la categoria, concludendo la stagione al penultimo posto, con un solo punto di vantaggio sul Watford, ultimo e retrocesso.
La stagione 2022-23 si concluse, invece, con l'ultimo posto in classifica e la conseguente retrocessione in FA Women's National League. Il 1º giugno 2023 venne annunciato che il club si trasferiva da Coventry a Rugby, affiliandosi al Rugby Borough FC e prendendone la denominazione.

## Organico

### Rosa 2021-2022
Rosa ruoli e numeri di maglia come da sito ufficiale, aggiornati al 27 settembre 2021
| N. |                             | Ruolo | Calciatrice                |
| -- | --------------------------- | ----- | -------------------------- |
| 1  | Galles (bandiera)           | P     | Olivia Clark               |
| 2  | Inghilterra (bandiera)      | D     | Holly Chandler             |
| 3  | Irlanda del Nord (bandiera) | D     | Nat Johnson                |
| 4  | Galles (bandiera)           | C     | Charlie Estcourt           |
| 5  | Inghilterra (bandiera)      | D     | Anna Wilcox                |
| 6  | Inghilterra (bandiera)      | D     | Grace Riglar               |
| 7  | Inghilterra (bandiera)      | C     | Fran Orthodoxou            |
| 8  | Irlanda (bandiera)          | C     | Phoebe Warner              |
| 9  | Inghilterra (bandiera)      | A     | Katie Wilkinson (capitano) |
| 10 | Inghilterra (bandiera)      | A     | Rio Hardy                  |

| N. |                             | Ruolo | Calciatrice        |
| -- | --------------------------- | ----- | ------------------ |
| 11 | Inghilterra (bandiera)      | A     | Olivia Fergusson   |
| 12 | Irlanda del Nord (bandiera) | D     | Hayley Crackle     |
| 16 | Inghilterra (bandiera)      | C     | Mollie Green       |
| 17 | Inghilterra (bandiera)      | C     | Anna Colville      |
| 20 | Inghilterra (bandiera)      | C     | Destiney Toussaint |
| 21 | Inghilterra (bandiera)      | C     | Katy Morris        |
| 22 | Inghilterra (bandiera)      | D     | Naomi Hartley      |
| 23 | Inghilterra (bandiera)      | P     | Lucy Thomas        |
| 24 | Inghilterra (bandiera)      | D     | Alanah Mann        |
| 28 | Inghilterra (bandiera)      | A     | Keeley Davies      |